# 쌍근항
쌍근항(雙芹港)은 경상남도 거제시 남부면 탑포리에 있는 어항이다. 1972년 2월 23일 지방어항으로 지정하여 관리하고 있다. 시설관리자는 거제시장이다.

## 어항 연혁
- 탑포에서 남서쪽 바닷가에 있다. 이 마을의 본래 이름은 쌍날개, 쌍날이라 작은 미날기미라 했다. 마을 남쪽 바닷가에 있는 산이 마치 큰 칼날같이 생긴 산이 두 개 나란히 바다로 내려와 있다. 이 산을 쌍날산이라 한다. 쌍근이란 말은 쌍날산의 두 쌍(雙)자와 작은 미날기미의 근(芹)자를 따서 쌍근(雙芹)이라 한다.

## 어항 시설
- 방파제 220m, 물양장 284m

## 개발 계획
- 거제시는 2010년부터 2015년까지 총 77억원의 사업비를 투입하여 21,746m2 규모의 바람의 정원, 바닥분수, 야외공연장, 숲속 산책로 등의 주요 시설을 설치하여 어업·체험·관광을 아우르는 다기능 어항으로 본격 개발중에 있다.[1]

## 주요 어종
- 멸치, 도다리, 새우